# Кинг, Лилли
Лиллия Камиль (Лилли) Кинг (англ. Lillia Camille "Lilly" King; род. 10 февраля 1997, Эвансвилл, Индиана) — американская пловчиха, специализирующаяся на брассе, трёхкратная олимпийская чемпионка (2016, 2024), двукратный серебряный и бронзовый призёр Олимпийских игр 2020 в Токио, 12-кратная чемпионка мира, 6-кратная чемпионка мира на короткой воде.
Завершила карьеру после чемпионата мира 2025 года.

## Биография
Когда Кинг училась в Индианском университете, выступала за университетскую команду по плаванию.
В 2016 году во время отборочного турнира на Олимпийские Игры в Омахе побила рекорды на 100 и 200 ярдов брассом.

### Олимпийские игры 2016
На дистанции 100 метров брассом Кинг финишировала первой на квалификационных заплывах с результатом 1ː05.78 и прошла в полуфинал. Затем американка в полуфинале вновь прибыла первой, но уже с результатом 1ː05.70. А заплыв на 200 м брассом прошла на 12-м месте. После полуфиналов Кинг раскритиковала российскую спортсменку Юлию Ефимову, ранее уличённую в применении допинга, прокомментировав её жест — поднятый вверх палец после победы в полуфиналеː
Ты показываешь пальцем, что ты номер один, но при этом была уличена в употреблении допинга. Не поддерживаю такое поведение.
В финале с новым олимпийским рекордом 1ː04,93 выиграла золотую медаль. Юлия Ефимова отстала более чем на 0,5 секунды и завоевала серебро, американка Кэти Мейли — бронзу.

### Летняя Олимпиада 2020
На перенесённых из-за пандемии коронавируса с 2020 на 2021 год Олимпийских играх 27 июля 2021 года стала третьей в заплыве 100 метров брассом. В финале она уступила 17-летней американке Лидии Джейкоби и спортсменке из ЮАР Татьяне Скунмакер. 30 июля в финальном заплыве на 200 метров Кинг стала серебряным призёром, проиграв Татьяне Скунмакер, установившей мировой рекорд и опередила соотечественницу Энни Лейзор.